# Francisco Sánchez Barrera
Francisco Enrique Sánchez Barrera (Ovalle, 22 de diciembre de 1958) es un contador público y político chileno del partido Renovación Nacional (RN). Entre julio de 2018 y febrero de 2019 se desempeñó como intendente de la Región de Atacama.

## Biografía
Hijo de Enrique Sánchez y Antonia Barrera, casado, militante de Renovación Nacional y contador público de profesión. Obtuvo un Magíster en Administración de Empresas (MBA) en la escuela de negocios Eserp de Barcelona y un Diplomado en Gestión de Empresas en la Pontificia Universidad Católica de Chile.[cita requerida]
Sánchez cuenta con una amplia trayectoria en la Región de Atacama, en donde desde el año 2003 se desempeñó en distintos cargos en la Sociedad Contractual Minera Atacama Kozan. Aquí logró el cargo de subgerente general en el año 2010. Asimismo, se ha desempeñado como vicepresidente del directorio de Corproa, junto con participar en los consejos asesores empresariales de distintos liceos de la Región de Atacama.[cita requerida]
Fue designado intendente de la región de Atacama por el presidente de la República, Sebastián Piñera, el 12 de julio de 2018, cargo al que renunció el 20 de febrero de 2019. En marzo del mismo año, poco después de su renuncia como intendente, surgieron acusaciones de desfalcos y estafas de las que habría sido articulador entre 2014 y 2018 junto al Jefe se Contabilidad de Atacama Kozan, Rodrigo Albornoz; las irregularidades fueron denunciadas mediante una querella presentada por la compañía minera. También fue cuestionado por el arriendo que realizó a la Municipalidad de Copiapó de uno de los terrenos de su propiedad para realizar una feria comercial asociada a la fiesta de la Virgen de la Candelaria, ante lo cual decidió donar los ingresos por el arriendo a campañas de reconstrucción.